# Мехмед Али паша джамия
Вижте пояснителната страница за други значения на Мехмед Али паша джамия.
Мехмед Али паша или Мехмедалипашина джамия (на македонска литературна норма: Мехмед Али паша џамија, на албански: Xhamia e Mehmed Ali Pashës) е османски мюсюлмански храм в стружкото село Лабунища.
Джамията е главният храм на Лабунища и датира от 1794 година. Обновена е в 1990 година. Джамията е изградена от Мохамед Али паша, който купил мястото от християнина Гьорго Лабунищанец и оставил ферман и пари за изграждането на джамия.